# モーニントン・クレセント駅
モーニントン・クレセント駅（モーニントン・クレセントえき、英語：Mornington Crescent tube station）はロンドン西部、カムデン・ロンドン特別区カムデン・タウンにあるロンドン地下鉄ノーザン線の駅である。当駅はノーザン線チャリング・クロス支線のユーストン駅とカムデン・タウン駅の間にあり、トラベルカード・ゾーン2に含まれる。駅名は駅近くの同名の道の名前にちなんだものである。
当駅は1907年6月22日チャリングクロス・ユーストン・アンド・ハムステッド鉄道が開業した際に開設された。駅名は当初「セイモア・ストリート」と仮称されていた。長らく平日のみ列車が停車する駅で、1966年以前はエッジウェア支線からの列車は当駅を通過していた。

## 駅の位置
当駅はカムデン・ハイ・ストリートの南端、ハムステッド・ロードとエヴァーショルト・ロードが交わる地点にあり、この交差点はサマーズ・タウンの北西の角にあたる。駅の北はカムデン・タウン、南はリージェンツ・パーク・エステートである。
ノーザン線が当駅の北隣りのカムデン・タウン駅でチャリング・クロス支線とバンク支線に分岐しているため、当駅の位置はやや特殊なものとなっている。当駅はチャリング・クロス支線のカムデン・タウンとユーストンの間に位置するが、カムデン・タウンで分岐するバンク支線は別ルートでユーストンに至るため、当駅を経由しない。ロンドン地下鉄路線図では当駅はバンク支線の西側にあるように描かれるが、両支線のトンネルはユーストン駅の手前で交差して東西が入れ替わるため、実際の駅はバンク支線のトンネルの東側にある。ハリー・ペッグが1933年に作成したロンドン地下鉄の地図には実際のトンネルの形が表現されている。

## 休止と再開
当駅は1992年10月23日より、開業以来使用されていたエレベーターの交換工事のため休止された。当初は1年以内に営業を再開する予定だったが、他の工事が優先されて当駅が後回しにされた結果、1990年代後半までかかり、一時はそのまま駅が閉鎖されるのではとの噂も取りざたされた。
BBCラジオ 4のパネル・ゲーム番組「I'm Sorry I Haven't a Clue」で当駅の当時の状況を広めるために名付けられた「モーニントン・クレセント」というゲームが頻繁に放送されたことから、駅廃止の反対運動がおこり、1998年4月27日に駅は再開された。再開日には番組の出演者、ハンフレイ・レイテルトン、バリー・クライヤー、ティム・ブルック＝テイラー、グレアム・ガーデンが当駅を訪れ、2002年には長く番組のパネリストを務めたウィリー・ラシュトンのブルー・プラークが当駅に設置された。
改築工事にあたって、開業時の青いタイルのホーム壁は最新の規制に合致するよう改修されて改めて設置された。改札階は改築され、2基あったエレベーターはそれほどの輸送力は不要との判断で1基となり、廃止された1基のスペースは階段に転用、従来の非常階段は閉鎖された。
再開以降、当駅は隣のカムデン・タウン駅の混雑を緩和する目的で週末も含めて全列車が停車するようになっている。

## メディアでの扱い
当駅は映画、文学などで、主に1990年代の長期閉鎖を絡めることで頻繁に扱われている。

### 映画
- 1999年の9本の短編によるオムニバス映画、「チューブ・テイルズ」の撮影が当駅で行われた。
- 2000年の映画「オーネスト（英語版）」に当駅が描かれているが、実際の撮影はアルドウィッチ駅（英語版）で行われた。
- 2008年のスウェーデン映画「Allt flyter（スウェーデン語版）」の1シーンが当駅前で撮影されている。

### ゲーム
- BBCラジオ 4（英語版）のパネル・ゲーム「I'm Sorry I Haven't a Clue（英語版）」に当駅にちなんで名づけられた「モーニントン・クレセント（英語版）」というゲームがある。

### 文学
- チャイナ・ミエヴィルは1998年の小説「キング・ラット（英語版）」で、長く閉鎖されていた当駅に触れている。
- チャールズ・ストロスの2004年の小説「残虐行為記録保管所（英語版）」では、当駅の男子トイレが政府の秘密組織施設への入り口となっていた。
- クリストファー・フォウラー（英語版）のミステリー小説「Bryant & May」では、犯罪組織の本部が当駅駅舎の上にあったことになっている。
- ロバート・ランキン（英語版）は大英帝国がエイリアンとの取引で世界を支配すると設定された小説群の中で、当駅は政府秘密組織の本部であり、国家機密の保持のため当駅は平日しか営業せず、1990年代の長期の閉鎖もそのためである、としている。

### 音楽
- ベル・アンド・セバスチャンの2006年のアルバム「The Life Pursuit（英語版）」に「モーニントン・クレセント」という曲がある。ボーカルのスチュワート・マードック（英語版）は当駅が閉鎖されている期間に、当駅を通過する間に失恋した経験を語っている。
- マイ・ライフ・ストーリー（英語版）の1995年のアルバム「モーニントン・クレセント」は当駅にちなんで名づけられたものであり、当駅の写真が歌詞集にも掲載されている。
- アンクル（英語版）の1999年の楽曲「Be There（英語版）」のプロモーション・ビデオは当駅で撮影されている。

## バス路線
ロンドンバス24、27、29、46、88、134、168、214、253、274、C2、深夜バスN5、N20、N28、N29、N31、N253、N279が当駅を経由する。

## ギャラリー

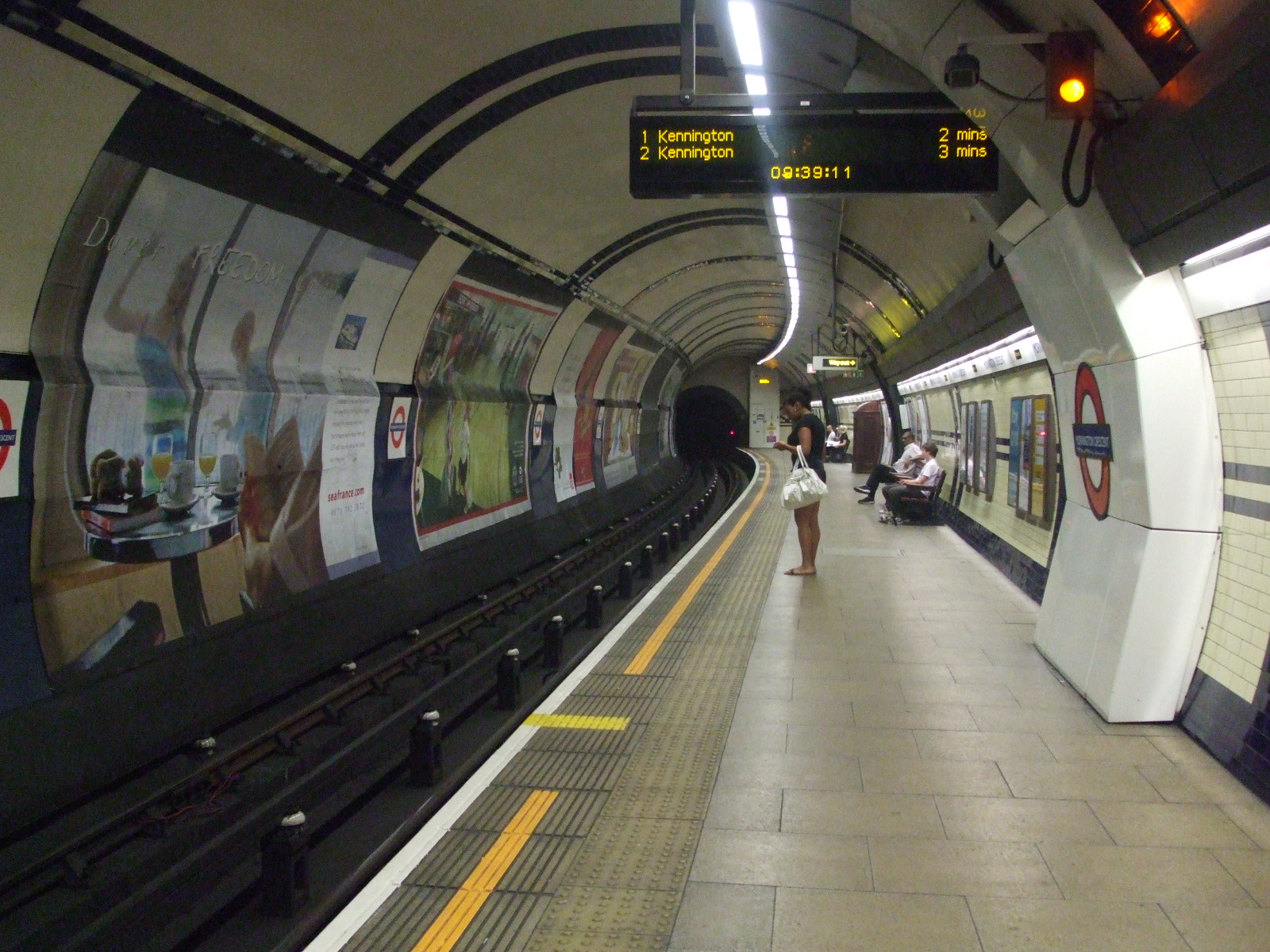
南行ホーム。南を見る。
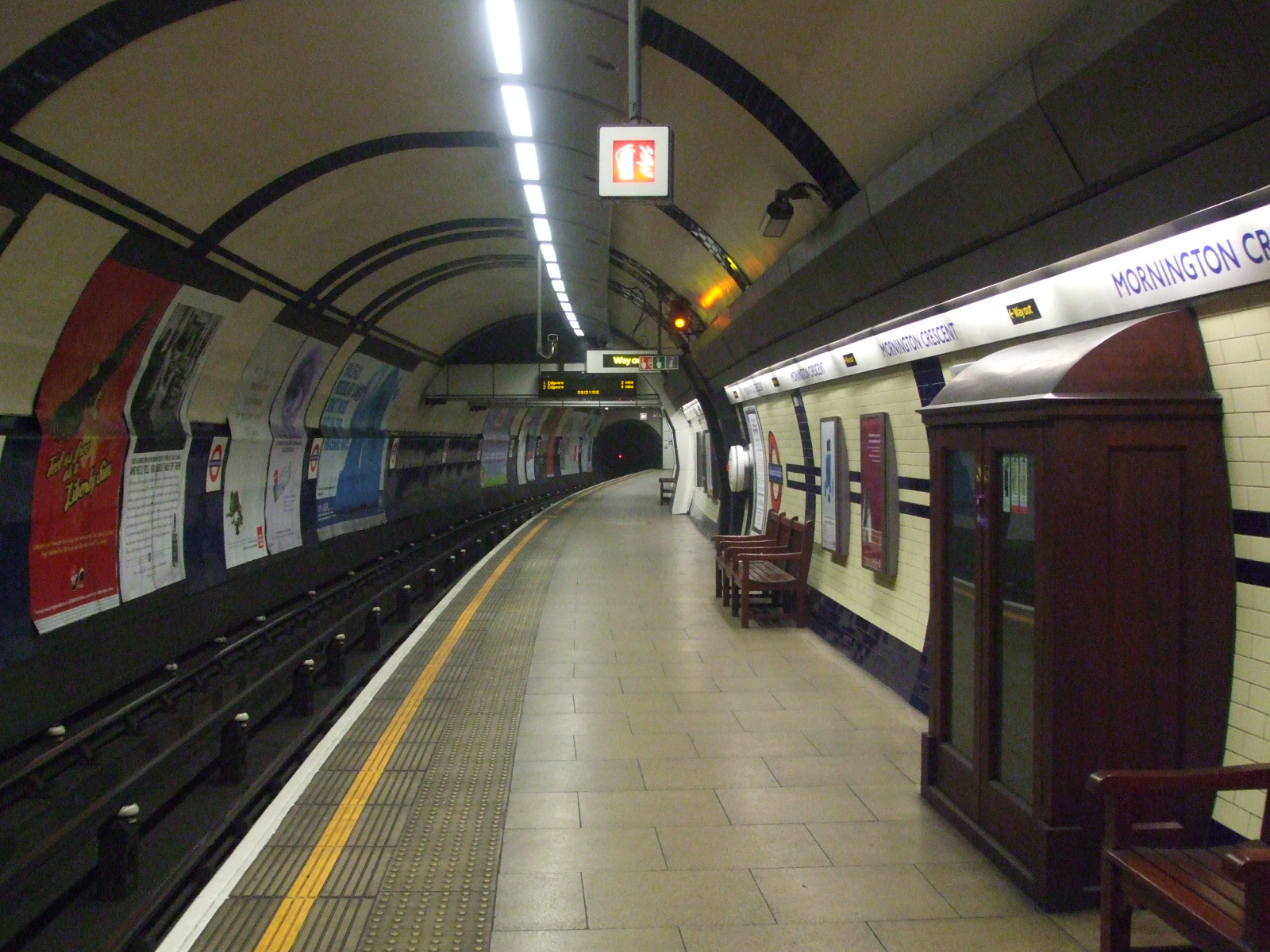
北行ホーム。北を見る。
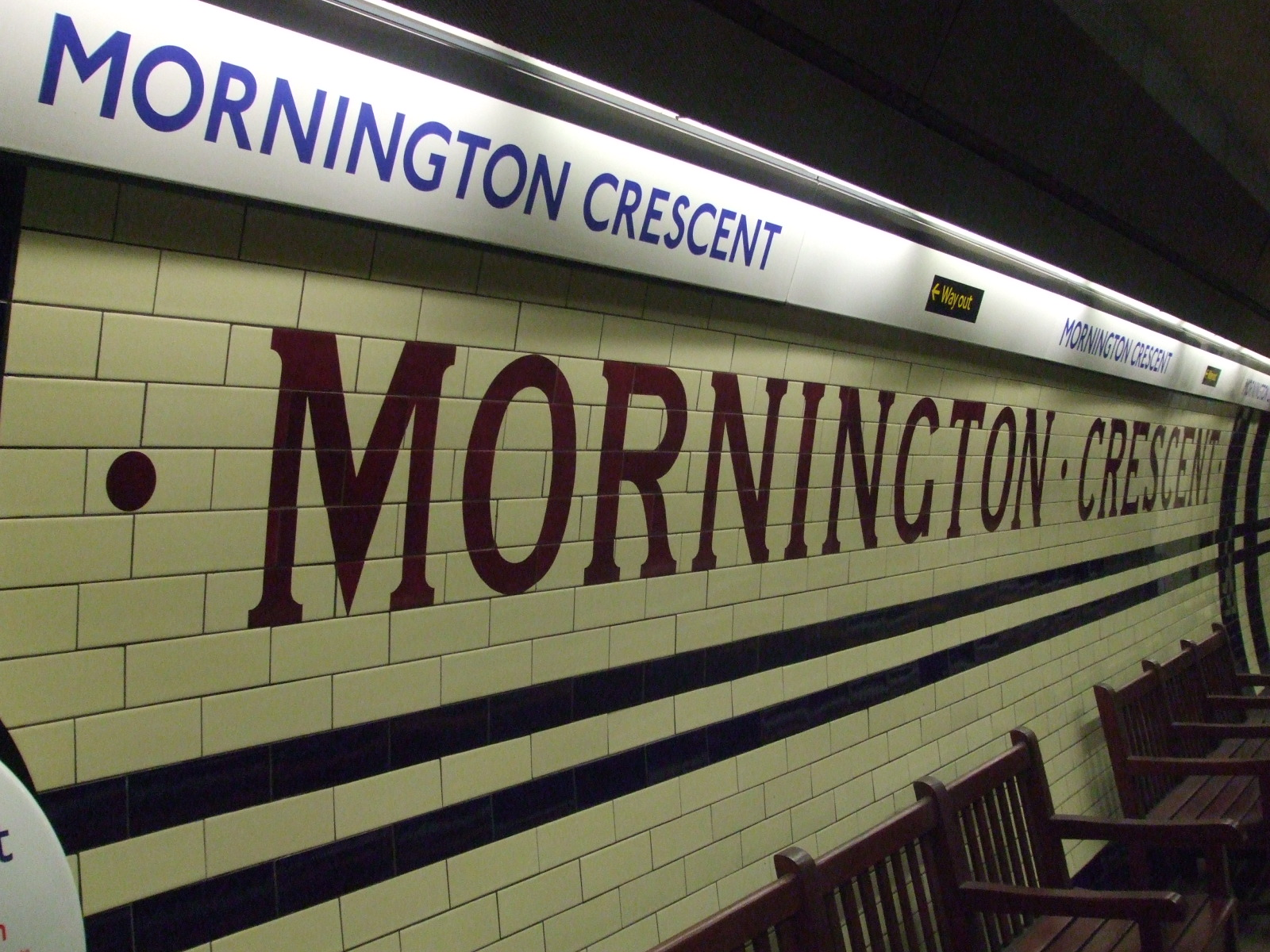
壁面のタイル
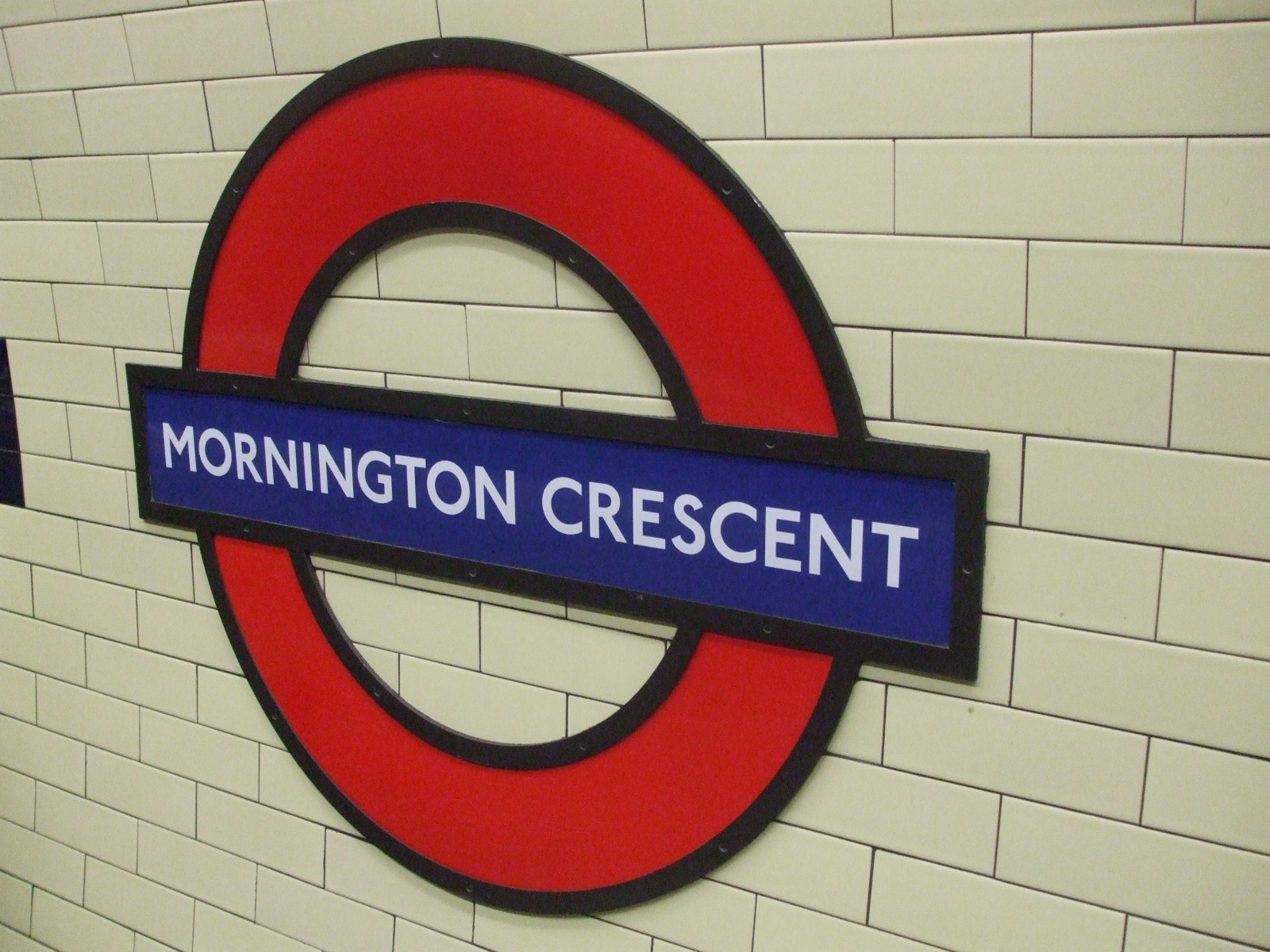
駅名標